# Винко Пуљић
Винко Пуљић (Пријечани код Бање Луке, 8. септембар 1945) је хрватски теолог, врхбосански метрополит и надбискуп и кардинал.
За свештеника је постављен 29. јуна 1970. године у Ђакову. За бискупа га је, на свој лични захтев, рукоположио папа Јован Павле II. Папа га је 7. децембра 1990. године поставио за врхбосанског надбискупа. Устоличен је у Сарајевској катедрали, 19. јануара 1991. Пошто је то у недељу 30. октобра 1994. истовремено најављено у Ватикану и у опкољеном Сарајеву, папа Јован Павле Други уврстио је надбискупа Винка Пуљића у кардинала Свете Столице на Конзисторију, 26. новембра исте године у Ватикану.
Од 1995. до марта 2002. године био је председник Бискупске конференције Босне и Херцеговине. Као један од кардинала учествовао је на конклави 2005. године, када је за наследника папе Јован Павла Другог изабран папа Бенедикт Шеснаести.